# Nadja Tiller

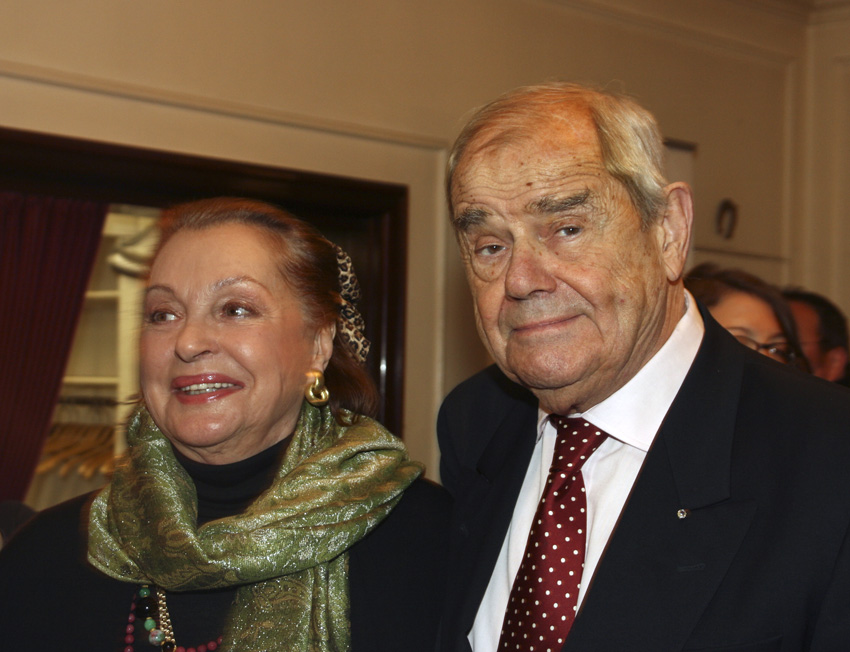
Nadja Tiller und Walter Giller, 2009

Nadja Maria Tiller (* 16. März 1929 in Wien; † 21. Februar 2023 in Hamburg) war eine österreichische Schauspielerin. Sie zählte zu den bekanntesten deutschsprachigen Filmstars der 1950er und 1960er Jahre. Tiller wirkte in über 130 Film- und Fernsehproduktionen mit, darunter in zahlreichen internationalen Produktionen. Sie drehte unter anderem mit O. W. Fischer, Curd Jürgens, Hansjörg Felmy, Mario Adorf, Jean Gabin, Yul Brynner, Robert Mitchum, Rod Steiger, Jean-Paul Belmondo und Jean Marais und galt zu ihrer besten Zeit zusammen mit Sophia Loren als erotischste Frau des europäischen Films.

## Leben

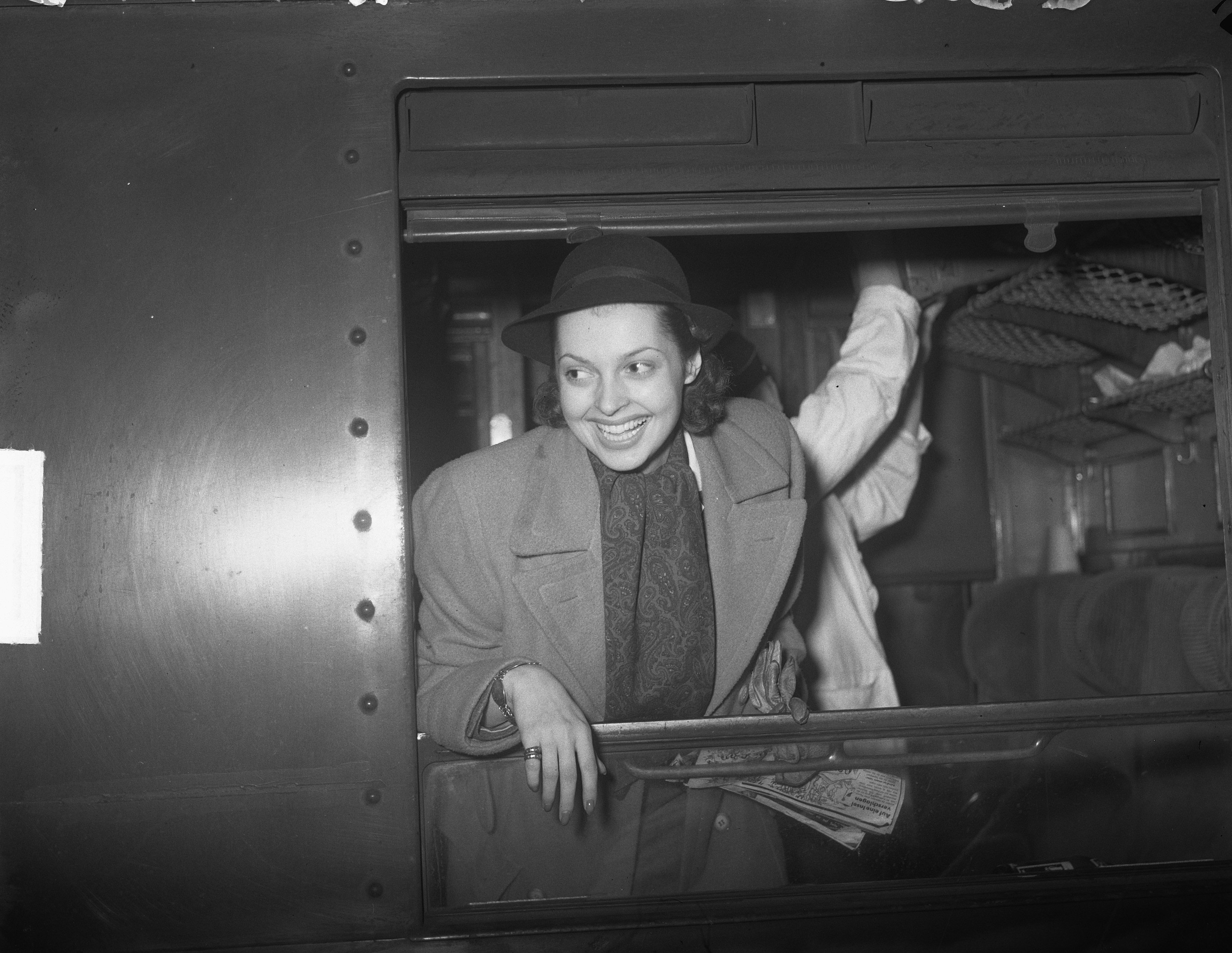
Ankunft Nadja Tiller, Miss Austria, 1949, Nationaal Archief, Anefo

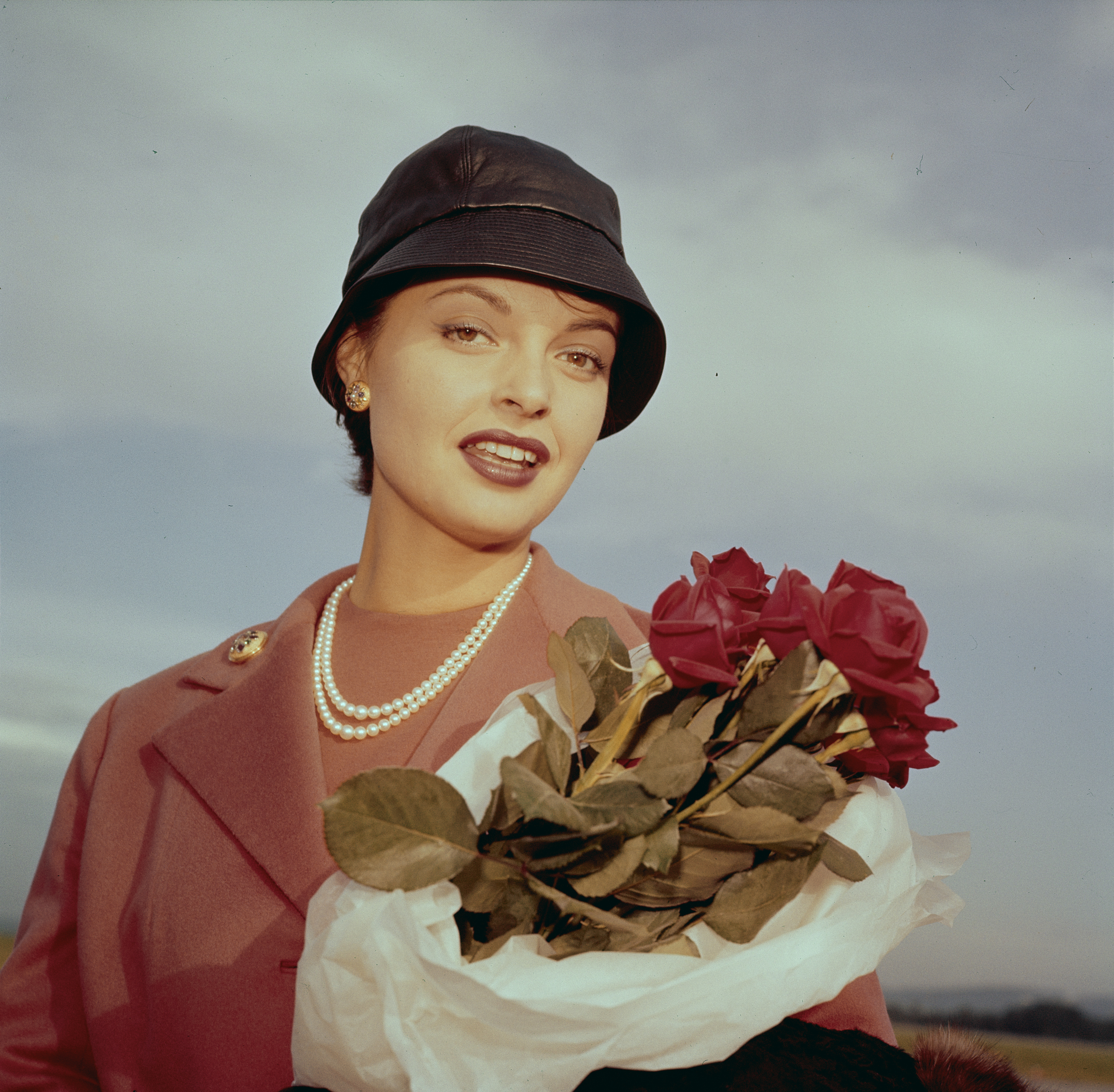
Nadja Tiller, 1958

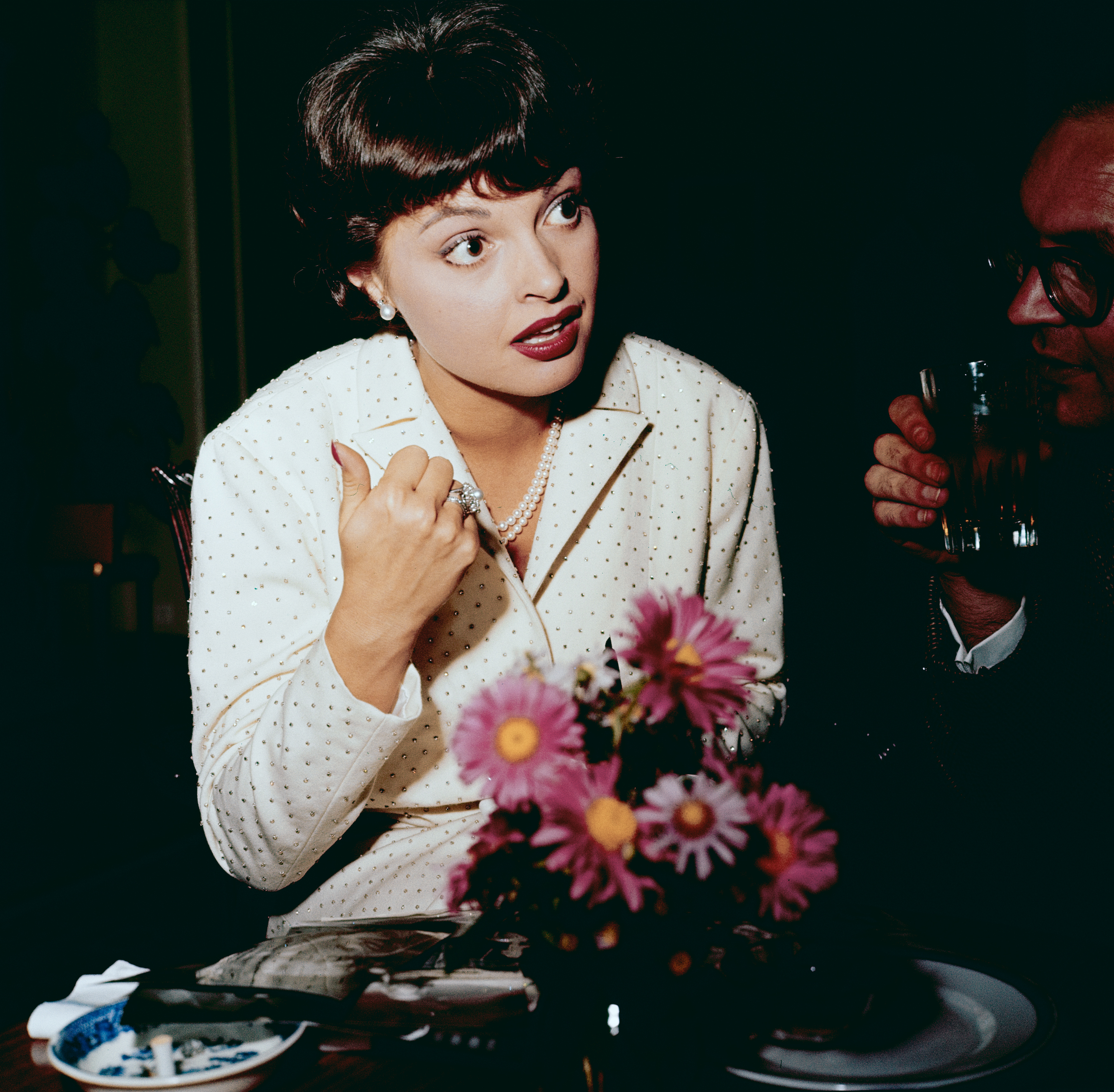
Nadja Tiller, 1958

### Herkunft und Ausbildung
Nadja Tiller, Tochter des aus Wien stammenden Schauspielers Anton Tiller und seiner Ehefrau, der aus Danzig stammenden Operettensängerin und Schauspielerin Erika Körner (verheiratete Erika Tiller; 1902–1979), besuchte in Wien das Realgymnasium. Ab 1945 studierte sie am Max-Reinhardt-Seminar und bis 1949 an der Musik- und Schauspielakademie. Im selben Jahr gewann sie die Wahl zur Miss Austria.

### Theater
Nach Abschluss ihrer Schauspielausbildung wurde Tiller festes Ensemblemitglied am Theater in der Josefstadt. In den Jahren 1967 und 1968 gab sie die Buhlschaft im Jedermann bei den Salzburger Festspielen. In den 1970er und 1980er Jahren hatte sie feste Theaterengagements in Lübeck, Berlin und Wien. 1976 spielte sie in Lübeck und 1981 in Wien die weibliche Hauptrolle in dem Kurt-Weill-Musical Lady in the Dark. Bis in die späten 1990er Jahre trat sie zudem in Boulevardstücken auf. 1997 spielte sie an den Hamburger Kammerspielen und auf Gastspielen die Rolle der alternden Joan Crawford in dem Stück Besuch bei Joan von Cas Enklaar, das mit ihr und Andreas Brucker im Jahr darauf unter der Regie von Horst Königstein auch für das Fernsehen verfilmt wurde. Im September/Oktober 2010 war Nadja Tiller in einem Stargastauftritt in der Rolle der „größten Diva aller Zeiten“ in Schorsch Kameruns Inszenierung des Stücks Vor uns die Sintflut im Thalia-Theaterzelt in der Hamburger Hafencity zu sehen. Von Januar 2015 bis April 2015 war sie in dem Musical My Fair Lady als Mrs. Higgins am Staatstheater Braunschweig zu sehen. Diese Rolle übernahm sie auch in der Spielzeit 2015/16.

### Film und Fernsehen
Tiller gab ihr Filmdebüt 1949 als Lucia in dem Revue- und Ausstattungsfilm Märchen vom Glück. Kurz danach stand sie unter der Regie von Franz Antel in Kleiner Schwindel am Wolfgangsee vor der Kamera. Zahlreiche eher belanglose Rollen in Lustspielen mit Hans Moser und Theo Lingen folgten, bis sie Rolf Thiele 1955 für seinen Film Die Barrings an der Seite von Dieter Borsche besetzte. Mit diesem Film erlebte Tiller ihren künstlerischen Durchbruch. Bis 1970 folgten zehn weitere Filme unter der Regie von Thiele, so 1962 Lulu mit Mario Adorf, O. E. Hasse und Hildegard Knef. Ihren internationalen Durchbruch hatte sie 1958 in Das Mädchen Rosemarie als Darstellerin der Frankfurter Edelhure Rosemarie Nitribitt. Seitdem sah man sie wiederholt in einigen weiteren Hauptrollen und verschiedentlich als Gastdarstellerin in Fernsehproduktionen.
Ende der 1950er Jahre konnten Luchino Visconti, Michelangelo Antonioni und Federico Fellini Tiller nicht für eine internationale Karriere gewinnen. 1986 spielte sie als Waffenhändlerin ihre letzte große Rolle im Kino-Film Der Sommer des Samurai.
Nach langer Kinoabstinenz wurde sie 2005 von Til Schweiger in seinem Roadmovie Barfuss besetzt sowie 2009 von Leander Haußmann in seiner Filmkomödie Dinosaurier – Gegen uns seht ihr alt aus!, was zugleich auch ihre letzte Rolle in Film und Fernsehen war.
In den 1980er Jahren bewarb Tiller die Praline Mon Chéri des italienischen Herstellers Ferrero.

### Privates und Tod
Am 5. Februar 1956 heiratete Tiller den Schauspieler Walter Giller. Aus der Ehe gingen eine Tochter (* 1959) und ein Sohn (* 1964) hervor.
Das Schauspieler-Ehepaar galt in den 1950er- und 1960er-Jahren als Traumpaar. Am 30. November 2006 erhielten sie gemeinsam einen Bambi für ihr Lebenswerk. Sie lebte mit ihrem Ehemann ab Ende der 1950er Jahre in Castagnola bei Lugano. Im Jahr 2004 zog das Ehepaar in das Seniorenstift Augustinum Hamburg. Walter Giller erlag am 15. Dezember 2011 einem Krebsleiden.
Nach dem sich einstellenden Erfolg ihrer Filme kaufte sich Tiller einen Bentley S2 in Goldfarbe (Baujahr 1961), der sich seit 1996 in der Oldtimer-Sammlung des Pianisten Rudolf Buchbinder befindet. 2008 wurde das Fahrzeug auf der Ausstellung Autos mit Geschichte im Technischen Museum Wien gezeigt.
Nadja Tiller starb wenige Wochen vor Vollendung ihres 94. Lebensjahres in der Nacht des 21. Februar 2023 im Augustinum Hamburg. Die gebürtige Wienerin wurde, wie ihr Ehemann, seebestattet. Eine Gedenktafel ist am Grab der Eltern auf dem Zentralfriedhof angebracht.

## Filmografie
- 1949: Märchen vom Glück
- 1949: Kleiner Schwindel am Wolfgangsee
- 1950: Kind der Donau
- 1952: Ich hab’ mich so an Dich gewöhnt
- 1952: Illusion in Moll
- 1952: Wir werden das Kind schon schaukeln (Schäm dich, Brigitte)
- 1953: Einmal keine Sorgen haben
- 1953: Die Kaiserin von China
- 1953: Ein tolles Früchtchen
- 1953: Schlagerparade
- 1953: Liebe und Trompetenblasen
- 1954: Mädchen mit Zukunft
- 1954: Sie
- 1954: Der letzte Sommer
- 1955: Gestatten, mein Name ist Cox
- 1955: Ball im Savoy
- 1955: Griff nach den Sternen
- 1955: Wie werde ich Filmstar?
- 1955: Hotel Adlon
- 1955: Die Barrings
- 1955: Reich mir die Hand, mein Leben
- 1956: Das Bad auf der Tenne
- 1956: Ich suche Dich
- 1956: Friederike von Barring
- 1956: Fuhrmann Henschel
- 1956: Spion für Deutschland
- 1957: Banktresor 713
- 1957: Drei Mann auf einem Pferd
- 1957: Die große Chance
- 1957: El Hakim
- 1957: Des Königs bester Mann (La tour, prends garde)
- 1957: Das Geheimnis der Dame in Weiß
- 1958: Im Mantel der Nacht (Le désordre et la nuit)
- 1958: Das Mädchen Rosemarie
- 1959: Rififi bei den Frauen (Du Rififi chez les femmes)
- 1959: Labyrinth
- 1959: Buddenbrooks (zwei Teile)
- 1959: Das Bittere und das Süße (The Rough and the Smooth)
- 1960: Die Botschafterin
- 1961: An einem Freitag um halb zwölf…
- 1961: Geliebte Hochstaplerin
- 1961: Affäre Nina B. (L’affaire Nina B.)
- 1962: Das brennende Gericht (La Chambre ardente)
- 1962: Schwarze Seele (Anima nera)
- 1962: Lulu
- 1962: Erotica (L’amore difficile)
- 1963: Moral 63
- 1963: Schloß Gripsholm
- 1963: Das große Liebesspiel
- 1964: Tonio Kröger
- 1965: Das Liebeskarussell
- 1965: Rendezvous der Killer
- 1966: Geliebter Schuft (Tendre voyou)
- 1966: Das gewisse Etwas der Frauen (Come imparai ad amare le donne)
- 1966: Mohn ist auch eine Blume (The Poppy is Also a Flower)
- 1966: Pfeifen, Betten, Turteltauben (Dýmky)
- 1966: Rififi in Paris
- 1966: Sommer zu dritt (L’estate)
- 1966: Der Verführer läßt schön grüßen (Alfie)
- 1968: Lady Hamilton – Zwischen Schmach und Liebe
- 1969: Waterloo (Fernsehfilm)
- 1969: Hotel Royal (Fernsehfilm)
- 1969: 11 Uhr 20 (Dreiteiler)
- 1969: Blonde Köder für den Mörder
- 1970: Ohrfeigen
- 1970: O Happy Day
- 1970: Die Feuerzangenbowle
- 1970: Engel, die ihre Flügel verbrennen
- 1971: Hallo, wer dort? (Fernsehfilm)
- 1972: Das Geheimnis des gelben Grabes (L’etrusco uccide ancora)
- 1972: Überlegungen eines Mörders (TV-Serie Der Kommissar)
- 1972: L’occhino nel labirinto
- 1972: Der Mönch und die Frauen (Le moine)
- 1973: Geschichten zu zweit (Fernsehfilm)
- 1973–1976: Hallo – Hotel Sacher … Portier! (Fernsehserie)
- 1975: Das ganz große Ding (La baby sitter)
- 1976: …in allen Lebenslagen. Fünf Geschichten von heute (Fernsehfilm)
- 1977: Es muß nicht immer Kaviar sein (Fernsehserie)
- 1977: 4tel vor 8 (Fernsehserie)
- 1977: Die schöne Marianne (Fernsehserie)
- 1978: Hotel zur schönen Marianne (Fernsehserie)
- 1979: Ein Mann für alle Fälle (Fernsehserie)
- 1980: Liebling, ich lass’ mich scheiden (Fernsehfilm)
- 1980: Sternensommer (Fernsehserie)
- 1980/81: Die Laurents (Fernsehserie)
- 1982: Tatort: Mordkommando
- 1982: Die Krimistunde (Fernsehserie, Folge 3, Episode: Übertriebene Neugier)
- 1982: Sein erster Fall oder Die schwarze Katze im Sack
- 1982–1986: Locker vom Hocker (Oder: Es bleibt schwierig, Comedyreihe, 6 Folgen)
- 1983: Das Traumschiff: Amazonas
- 1984: Er-Goetz-liches (Fernsehfilm)
- 1985: Mütter und Töchter (Fernsehfilm)
- 1986: Die Schwarzwaldklinik (Fernsehserie, Episode: Der Infarkt)
- 1986: Die Zierpflanze (Fernsehfilm)
- 1986: Der Sommer des Samurai
- 1986: Geschichten aus der Heimat (Fernsehserie, Episode: Der Gebrauchtwagen)
- 1992: Geschichten aus der Heimat (Fernsehserie, Episode: Rauchen gefährdet die Gesundheit)
- 1993: Böses Blut (Fernsehserie)
- 1994: Alles Glück dieser Erde (Fernsehserie)
- 1995: Ein unvergeßliches Wochenende … auf Mallorca (Fernsehfilm)
- 1995: Pakten
- 1996: Liane (Fernsehfilm)
- 1996: Die Gräfin (TV-Serie Sylter Geschichten)
- 1996: Freunde fürs Leben (Fernsehserie, Episode: Freundschaftsvertrag)
- 1997: Champagner und Kamillentee (Fernsehfilm)
- 1997: Die Drei (Fernsehserie, Episode: Das Leben der Cora Herrlich)
- 1997: Rosamunde Pilcher: Stunden der Entscheidung
- 1998: Nächte mit Joan (Fernsehfilm)
- 1999: Sturmzeit (Fernsehfilm, Fünfteiler)
- 1999: Holstein Lovers (Fernsehfilm)
- 2000: Immer
- 2000: Zwischen Liebe und Leidenschaft (Fernsehfilm)
- 2001: Das Weibernest (Fernsehfilm)
- 2001: Rosamunde Pilcher: Wind über dem Fluss
- 2002: Für alle Fälle Stefanie (Fernsehserie, Episode: Alte Bäume, junges Grün)
- 2002: Ein Albtraum von 3 1/2 Kilo (Fernsehfilm)
- 2003: Der zweite Frühling (Fernsehfilm)
- 2004: Das Bernsteinamulett (Fernsehfilm)
- 2004: René Deltgen – Der sanfte Rebell (Dokumentation)
- 2004: Der Traum vom Süden
- 2005: Barfuss
- 2005: Liebe wie am ersten Tag (Fernsehfilm)
- 2005: Lauras Wunschzettel (Fernsehfilm)
- 2006: Der Ferienarzt (Fernsehserie, Episode: Im Tessin)
- 2006: Cars (Stimme)
- 2007: Liebling, wir haben geerbt! (Fernsehfilm)
- 2007: Persepolis (Stimme)
- 2007: Ich heirate meine Frau (Fernsehfilm)
- 2008: Und ewig schweigen die Männer (Fernsehfilm)
- 2009: Liebe ist Verhandlungssache (Fernsehfilm)
- 2009: Es liegt mir auf der Zunge (Fernsehfilm)
- 2009: Dinosaurier – Gegen uns seht ihr alt aus!

## Hörspiele
- 2008: Begegnung am Nachmittag von Henning Mankell mit Walter Giller
- 2013: Traumrollen (zusammen mit Fritz Lichtenhahn) – Regie: Jean-Claude Kuner, DLF/HR (Hörspiel des Jahres 2013)

## Auszeichnungen
- 1956: Goldene Maske als beste Nachwuchsschauspielerin
- 1959: Italienischer Filmpreis (Biennale) für Das Mädchen Rosemarie
- 1960: Filmband in Silber als beste Hauptdarstellerin für Labyrinth
- 1963: Prêmio Saci, brasilianischer Filmpreis für Moral 63
- 1979: Filmband in Gold für langjähriges und hervorragendes Wirken im deutschen Film
- 1999: Platin Romy für ihr Lebenswerk
- 1999: Ehrenmedaille der Bundeshauptstadt Wien
- 1999: Österreichisches Ehrenkreuz für Wissenschaft und Kunst I. Klasse
- 2000: Bundesverdienstkreuz am Bande
- 2005: DIVA-Award in der Kategorie „Lifetime Award (Hall of Fame)“ für das Lebenswerk
- 2006: Bambi in der Kategorie „Lebenswerk“
- 2009: Askania Award für cineastisches Lebenswerk (gemeinsam mit Walter Giller)
- 2014: Hörspielpreis der Deutschen Akademie der Darstellenden Künste für Hörspiel Traumrollen
- 2025: Benennung des Fußwegs entlang der Elbe zwischen ihrem letzten Wohnort, dem Augustinum Hamburg, und dem Dockland als Tiller-Giller-Promenade[13]